# Beppe Gabbiani

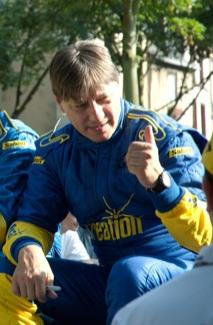
Beppe Gabbiani l'any 2006 a les 24 hores de Le Mans.

Giuseppe "Beppe" Gabbiani (2 de gener de 1957, Piacenza, Emília-Romanya, Itàlia) és un pilot de curses automobilístiques italià que va arribar a disputar curses de Fórmula 1.

## Carrera esportiva
Beppe Gabbiani va debutar a la quinzena cursa de la temporada 1978 (la 29a temporada de la història) del campionat del món de la Fórmula 1, disputant l'1 d'octubre del 1978 el G.P. dels Estats Units al circuit de Watkins Glen.
Va participar en un total de disset curses puntuables pel campionat de la F1, disputades en dues temporades no consecutives (1978 i 1981), no aconseguint finalitzar cap cursa i no assolí cap punt pel campionat del món de pilots.

## Resultats a la Fórmula 1
| Any  | Equip                | Xassís  | Motor    | 1         | 2       | 3       | 4       | 5       | 6       | 7       | 8       | 9       | 10      | 11      | 12      | 13      | 14      | 15      | 16      | Posició | Punts |
| ---- | -------------------- | ------- | -------- | --------- | ------- | ------- | ------- | ------- | ------- | ------- | ------- | ------- | ------- | ------- | ------- | ------- | ------- | ------- | ------- | ------- | ----- |
| 1978 | Team Surtees         | Surtees | Cosworth | ARG       | BRA     | SUD     | O.USA   | MON     | BEL     | ESP     | SUE     | FRA     | GBR     | ALE     | AUT     | HOL     | ITA     | USA NVQ | CAN NVQ | -       | 0     |
| 1981 | Osella Squadra Corse | Osella  | Cosworth | O.USA Ret | BRA NVQ | ARG NVQ | SMR Ret | BEL Ret | MON NVQ | ESP NVQ | FRA NVQ | GBR NVQ | ALE NVQ | AUT NVQ | HOL NVQ | ITA NVQ | CAN NVQ | LVG NVQ |         | -       | 0     |

### Resum
| Curses: | Victòries: | Pòdiums: | Poles: | Voltes ràpides: | Punts: |
| ------- | ---------- | -------- | ------ | --------------- | ------ |
| 17 (3)  | 0          | 0        | 0      | 0               | 0      |